# Осиновка (приток Кии)
Осиновка — река в Томской и Кемеровской областях России, левый приток Кии. Устье находится в 84 км от устья по левому берегу Кии. Протяжённость реки 39 км.
В 4 км от устья справа впадает река Кренделя.

## Данные водного реестра
По данным государственного водного реестра России относится к Верхнеобскому бассейновому округу, водохозяйственный участок реки — Чулым от Ачинска до водомерного поста в селе Зырянском, речной подбассейн реки — Чулым. Речной бассейн реки — (Верхняя) Обь до впадения Иртыша.
Код водного объекта — 13010400212115200019320.